# Михайло Рістовскі
Михайло Рістовскі (3 березня 1983) — північномакедонський плавець.
Учасник Олімпійських Ігор 2008 року.